# Ernesto Pellegrini
Ernesto Pellegrini (Milano, 14 dicembre 1940 – Milano, 31 maggio 2025) è stato un imprenditore e dirigente sportivo italiano, noto per esser stato il presidente dell'Inter dal 1984 al 1995.

## Biografia
Figlio di ortolani del quartiere Morsenchio, si diploma in ragioneria all'istituto Verri di Milano ed inizia a lavorare alla ditta Bianchi in veste di contabile a 50.000 lire al mese,; successivamente diviene capocontabile e responsabile del servizio di ristorazione. Intuendo che, in anni di boom economico e di forte evoluzione delle abitudini alimentari degli italiani, la ristorazione sul posto di lavoro avrebbe conosciuto una fase di grande sviluppo, nel 1965 fonda l'Organizzazione Mense Pellegrini che, oltre alla ristorazione collettiva, si occupa successivamente anche di buoni pasto (dal 1985), pulizie e servizi integrati (dal 1996), distribuzione automatica (dal 2000) e welfare aziendale (dal 2015). Sempre nel 1965 è tra i promotori della nascita dell'Associazione nazionale gestori mense di cui è il primo presidente.
Nel 1975 costituisce la Pellegrini SpA e nel 1979, per seguire le imprese italiane all'estero, la Pellegrini Catering Overseas S.A., azienda che opera in Angola, Emirati Arabi Uniti, Nigeria e Congo. Nel 1982 costituisce Central Food, in modo da garantire le migliori forniture alimentari. 
Nel 2019 la Pellegrini S.p.A. e la Pellegrini Catering Overseas S.A. hanno fatto registrare un fatturato complessivo di 635 milioni di euro, contando un totale di oltre 9.000 dipendenti.

### La Pellegrini
Fondata nel 1965, è attiva a livello internazionale nei servizi dedicati alle aziende a livello di ristorazione collettiva, welfare solutions (buoni pasto), pulizie e servizi integrati, vending, lavorazione della carne e forniture alimentari e consegna a domicilio (attraverso Mymenu). Il gruppo ha fatto registrare nel 2019 ricavi per 640 milioni di euro. Fra le sedi di Milano, Roma, Lugano e gli appalti in altri Paesi vi lavorano circa 9000 persone. Ernesto Pellegrini è affiancato nella gestione dalla figlia Valentina, vicepresidente. Tutti gli utili vengono reinvestiti in azienda.

### La presidenza dell'Inter

Pellegrini festeggia con i suoi calciatori dell' la vittoria della Supercoppa italiana 1989

Dopo una prima esperienza nel calcio quale presidente dell'Alcione, nel gennaio 1984 acquista l'Inter da Ivanoe Fraizzoli per una decina di miliardi di lire, diventandone il diciassettesimo presidente. Sotto la sua gestione sono acquistati Rummenigge, Matthäus, Klinsmann e Brehme; la squadra conquista il tredicesimo scudetto nella stagione 1988-1989, passato alla storia come "lo scudetto dei record" per i 58 punti guadagnati in 34 partite (allora la vittoria valeva solo 2 punti). Sempre nel 1989 l'Inter vince la Supercoppa italiana e nel 1991, dopo ventisei anni senza vittorie in Europa, conquista la Coppa UEFA battendo in finale la Roma.
Nel 1990 Pellegrini viene insignito dell'onorificenza di Cavaliere del Lavoro. L'ultimo trofeo vinto dalla squadra nerazzurra sotto la sua gestione è la Coppa UEFA conquistata nel 1994, vincendo la finale contro il Salisburgo. Nel febbraio 1995 lascia la presidenza e cede le quote azionarie della società a Massimo Moratti.

### L'impegno nel sociale
Nel dicembre 2013 costituisce la Fondazione Ernesto Pellegrini ONLUS che si rivolge ai "nuovi poveri" proponendosi di aiutare le tante persone che si trovano in condizione di temporanea difficoltà economica e sociale e di favorire così lo sviluppo di nuove idee e nuove risposte a bisogni che cambiano e divengono più complessi. Il ristorante Ruben (il nome è quello di un senzatetto morto assiderato in una baracca che Pellegrini aveva conosciuto da ragazzo quando ancora lavorava nella cascina di famiglia) rappresenta l'avvio di questo progetto di sostegno. Ha sede a Milano, in via Gonin 52, zona Giambellino, ed è in grado di servire fino a 400 pasti ogni sera con menù diversi.
Grazie al contribuito della Fondazione, il costo del pasto per ogni commensale adulto è simbolico, e pari a € 1. Avviati anche percorsi di reinserimento lavorativo grazie all'Associazione dei Volontari di Ruben e offerta la possibilità per i bambini di accedere a un asilo.

## Vita privata
Sposato con Ivana, aveva una figlia, Valentina.
È morto a Milano il 31 maggio 2025 all'età di 84 anni per un'infezione polmonare, nel giorno della finale di Champions League tra l'Inter ed il PSG, che i nerazzurri giocano con il lutto al braccio.

## Opere
- Una vita, una impresa. Grazie all'Inter ho trovato il vero senso della fede, Milano, Mondadori, 2016[10].

## Riconoscimenti
- Inserito nella Hall of Fame del calcio italiano nella categoria Dirigente italiano

2022